# وادي كرت
وادي كرت، هو وادٍ يقع في شمال المغرب. ومن أهمّ الأنهار في منطقة الريف المغربي إلى جانب وادي غيس، ووادي إسلي، ووادي ملوية ووادي نكور. ومن أبرز الأنهار في الريف خصوصاً وفي المغرب عموماً. حيث يبلغ معدّل تدفّق المياه في مجراه، إلى جانب وادي ملوية ووادي إسلي، 1،610 مليون متر مكعب. ينطلق وادي كرت من نواحي أكنول في جنوب سلسلة جبال الريف، ويصبّ في البحر الأبيض المتوسط حيث منطقة صخرية بأقصى الشمال الشرقي لقبيلة آيت سعيد. يخترق مدينة الدريوش مسبباً فيضانات خطيرة في بعض الأحيان تُعرف بفياضانات وادي كرت. وإليه يُنسب ما يُعرف بإقليم كرت، وهي قبائل قلعية الأمازيغية الريفية الواقعة في شمال شرق المغرب. ويحدّ قبيلة قلعية من الغرب، ويفصل بينها وبين قبيلة آيت سعيد.